# Џон ван Антверп Фајн
Џон ван Антверп Фајн (Пристон, 9. септембар 1939) је амерички историчар и професор историје на Универзитету у Мичигену.

## Детињство и младост
Џон је рођен 1939. године у Пристону, Њу Џерзију. Његов отац Џон В.А Фајн (1903 – 1987) био је професор Грчке историје у Универзитету Принстону. Његове мајка Елизабет је исто била учитељица латинског и грчког језика у својој школи.

## Каријера и академски интереси
Џон је дипломирао у Универзитету Харварду, где је учио историју Балкана, Византије и средњовековне Русије. Постао је професор психологије 1968. године, а професор у Универзитету у Мичигену 1969. године.
Он се бави историјом хришћанства до Византије и средњовековном и модерном историјом Балкана. Његови радови су постали уобичајени у овој области, посебно његова истраживања средњовековног Балкана (1983. и 1987. године). Он исто мисли да Босанска црква није јеретичка.
2006. године, објавио је студију појмова националности у Хрватској од средњовековног периода под називом When Ethnicity Did not Matter in the Balkans. 2009. године, Јован К. Кокс је његов рад оценио углавном позитивно, уз мало критике. Исте године је Невен Будак из Свеучилишта у Загребу оценио његов рад негативно, напоменувши неке позитивне аспекте.

## Историја Босне
Такође се разуме у историју Босне, коју жели да исправи од заблуда, које су настале током рата 1990-их година. Коаутор је рада Bosnia and Hercegovina: A Tradition Betrayed са бившим студентом Роберт Ј. Дониом (1994). Рад је објављен у Енглеској, САДу и преведен на бошњачки језик 1995. године. Предавао је у опкољеном Сарајеву и Мостару током рата.

## Научни радови
- Fine, John Van Antwerp Jr. (1975). The Bosnian Church: A New Interpretation: A Study of the Bosnian Church and Its Place in State and Society from the 13th to the 15th Centuries. Boulder: East European Quarterly.
  - Fine, John Van Antwerp Jr. (2007) [1975]. The Bosnian Church: Its Place in State and Society from the Thirteenth to the Fifteenth Century. London: Saqi Books.
- Fine, John Van Antwerp Jr. (1983). The Early Medieval Balkans: A Critical Survey from the Sixth to the Late Twelfth Century. Ann Arbor, Michigan: University of Michigan Press.
  - Fine, John Van Antwerp Jr. (1991) [1983]. The Early Medieval Balkans: A Critical Survey from the Sixth to the Late Twelfth Century. Ann Arbor, Michigan: University of Michigan Press.
- Fine, John Van Antwerp Jr. (1987). The Late Medieval Balkans: A Critical Survey from the Late Twelfth Century to the Ottoman Conquest. Ann Arbor, Michigan: University of Michigan Press.
  - Fine, John Van Antwerp Jr. (1994) [1987]. The Late Medieval Balkans: A Critical Survey from the Late Twelfth Century to the Ottoman Conquest. Ann Arbor, Michigan: University of Michigan Press.
- Donia, Robert J.; Fine, John Van Antwerp Jr. (1994). Bosnia and Hercegovina: A Tradition Betrayed. New York: Columbia University Press.
- Fine, John Van Antwerp Jr. (2000). „The Slavic Saint Jerome: An Entertainment”. Cultures and Nations of Central and Eastern Europe: Essays in Honor of Roman Szporluk. Cambridge, Massachusetts: Ukrainian Research Institute. стр. 101—112.
- Fine, John Van Antwerp Jr. (2002). „The Various Faiths in the History of Bosnia: Middle Ages to the Present”. Islam and Bosnia: Conflict Resolution and Foreign Policy in Multi-Ethnic States. Montreal & Kingston: McGill-Queen's University Press. стр. 3—23.
- Fine, John Van Antwerp Jr. (2005). When Ethnicity did not Matter in the Balkans: A Study of Identity in Pre-Nationalist Croatia, Dalmatia, and Slavonia in the Medieval and Early-Modern Periods. Ann Arbor, Michigan: University of Michigan Press.